# Resolutie 255 Veiligheidsraad Verenigde Naties
Resolutie 255 van de Veiligheidsraad van de Verenigde Naties werd aangenomen op 19 juni 1968 met 10 stemmen voor, geen stem tegen en 5 onthoudingen (van Algerije, Brazilië, Frankrijk, India en Pakistan). Dat gebeurde op de 1433e vergadering van de Raad.

## Inhoud
De Veiligheidsraad merkte met vreugde op dat een groot aantal landen interesse toonde om zich bij het non-proliferatieverdrag inzake nucleaire wapens te voegen. De zorgen van deze landen over agressie van nucleaire machten of dreiging met nucleaire wapens werden in overweging genomen.
De Veiligheidsraad bevestigde dat bij een dreiging met nucleaire wapens, tegen een non-nucleaire lidstaat, de permanente Veiligheidsraadsleden direct in zouden grijpen, in overeenstemming met het handvest van de VN. De intentie van sommige landen om steun te verlenen bij nucleaire dreiging tegen een lidstaat werd verwelkomd. Het recht op zelfverdediging en direct ingrijpen werd bevestigd, zoals in artikel 51 uitgewerkt, in geval van een dreiging waarin directe actie nodig is, zelfs zonder een besluit van de Veiligheidsraad.

## Verwante resoluties
- Resolutie 699 Veiligheidsraad Verenigde Naties (1991)
- Resolutie 825 Veiligheidsraad Verenigde Naties (1993)

Lijst ·  245 ·  246 ·  247 ·  248 ·  249 ·  250 ·  251 ·  252 ·  253 ·  254 ·  255 ·  256 ·  257 ·  258 ·  259 ·  260 ·  261 ·  262